# Самки
Самки́ (рос. Самки) — присілок в Глазовському районі Удмуртії, Росія.

## Населення
Населення — 110 осіб (2010; 171 в 2002).
Національний склад станом на 2002 рік:
- росіяни — 96 %

## Урбаноніми[3]
- вулиці — Джерельна, Центральна
- провулки — Мельничний, Міхеєвський, Сіленський